# Feis Ceoil
Il Feis Ceoil (in italiano Festival della musica) è un festival annuale di danza e musica che si tiene in Irlanda. È stato organizzato per la prima volta nel 1897 dalla Dr. Annie Patersxon e consiste in una competizione di performance e composizioni accompagnata da tutti i musicisti del giorno, sia nazionali che classici. Da allora il Feis Ceoil ha subito molti cambiamenti per adattarsi ai cambiamenti della musica irlandese.
Oggi durante il Feis Ceoil sono presenti più di centosettanta competizioni con tutti gli strumenti, inclusa la voce, ed i partecipanti non possono avere meno di otto anni. I più famosi partecipanti alla competizione sono stati il tenore John McCormack, lo scrittore James Joyce (come cantante), il conduttore Seán Óg Ó Ceallacháin e la violinista Cora Venus Lunny
Nel 2006 la Royal Irish Academy of Music Percussion Ensemble è stato premiato col primo premio nella Chamber Music Competition, diventando così il primo complesso di percussioni a vincere nella storia del Feis Ceoil.